# 摂津倉庫
摂津倉庫株式会社（せっつそうこ）は大阪府大東市に本社を置く物流を主な事業とする企業。
2023年に創業60年をむかえた大阪府大東市に本社を置き、全国に物流拠点を拡げる総合物流会社。愛知県、千葉県、京都府、神奈川県、三重県などにも拠点を拡げる。グループ会社に人材派遣会社や運送会社のみならず、飲食店、タクシー会社、留学エージェントなど多岐にわたる事業展開をおこなっている。創業60年を機に、物流業を基軸としてよりよい社会のお客さま価値創造を生み出すとして、2030年ビジョン、摂津倉庫未来展望委員会を掲げた。。

## 沿革
- 1964年3月 - 門真市に資本金100万円で会社を設立。
- 1965年6月 - 本社社屋を現在地の大東市に移転。
- 1965年7月 - 資本金500万円に増資。
- 1966年1月 - 大阪陸運局より営業許可
- 1969年9月 - 埼玉県川口市に、関東支社を増設運用開始。
- 1974年1月 - 資本金を800万円に増資。東大阪営業所、布市営業所開設。
- 1979年11月 - 加納第1号倉庫を開設。
- 1989年 - 三洋営業所を開設。
- 1985年 - 関西支社を開設。
- 1989年1月 - 大東倉庫開設。
- 1990年6月 - 本社社屋を開設。
- 1991年9月 - 本社倉庫を開設。
- 1993年5月 - 資本金1000万円に増資。
- 1995年 - 大東営業所を開設。
- 1996年12月 - 菱江倉庫を開設。
- 1997年9月 - 埼玉県岩槻市に関東事業所を開設。
- 1998年10月 - 茨城県北相馬郡に藤代営業所を開設。
- 1999年 - 医療品共同配送を開始。
- 2004年7月 - 埼玉県桶川市に桶川営業所を開設。
- 2005年 - 東京南、四條畷A・B棟営業所を開設。
- 2006年 - 加納28号倉庫を開設。関西支社を新築。
- 2007年 - 門真第5倉庫・福知山営業所を開設。
- 2009年 - 浅野弘資が摂津倉庫の代表取締役社長に就任
- 2010年 - 千葉県野田市に野田営業所を開設。大東倉庫敷地内に大東3号棟を開設。
- 2011年 - 東大阪物流センターを開設。東日本大震災の際、緊急支援物資を運ぶ。
- 2012年 - 中部物流センターを開設。
- 2013年12月 - 八尾倉庫を開設。
- 2014年 - グランフロント大阪内にブルーイノベーションオフィスを開設。
- 2020年 - 枚方物流センターを開設。
- 2021年 - 東京事務所を新設。
- 2022年 - 伊勢営業所を開設。
- 2023年 - 創業60周年記念式典を開催。

## 関連企業
- 株式会社SAT - (タクシー事業)
- 摂津地所株式会社 - (不動産業)
- 株式会社エトワス - (飲食店業、保険代理店業、産業廃棄物収集運搬業)
- 株式会社サード・パーティ・ロジテック - (労働者派遣業、貨物運送事業)
  - 2023年、株式会社Rian Japanに社名変更。留学エージェントを始動。
- 関東摂津運輸有限会社 - (運送業)
- 株式会社タムラコーポレーション - (貨物軽自動車運送事業)
- 株式会社ルートサービス神奈川 - (貨物軽自動車運送事業)
- 株式会社摂津C&M - （建設業）
- SETTSU F&D株式会社 - （流通事業）

## 相撲との関わり
実業団相撲の強豪チーム（摂津倉庫本社、摂津倉庫関西支社、摂津倉庫京都支社など）を擁しており、2011年には第40回西日本実業団相撲選手権大会で摂津倉庫本社が一部団体優勝を果たした。2010年には、所属選手である田中大陽が第52回全日本実業団相撲選手権大会で優勝し、実業団横綱となっている。
また、会社自身が大相撲の朝日山部屋の有力支援者であり、春場所開催時に朝日山部屋の宿舎を提供していたが、朝日山部屋が2015年1月場所後に閉鎖となったこともあり、2015年3月場所は湊部屋に宿舎を提供している。所属員が入門し、幕内力士となった者も存在する。

### 主な出身力士
- 白鵬翔（第69代横綱）
- 猛虎浪栄（最高位：東前頭6枚目）
- 大飛翔誠志（最高位：東前頭10枚目）
- 千昇秀貴（最高位：東十両14枚目）